# 白緣溝腳葉蚤
白緣溝腳葉蚤（学名：Hemipyxis balyi）为金花蟲科溝腳葉蚤屬下的一个种。